# Qurayyat al-Milh
Qurayyat al-Milh és un grup de pobles del nord-oest de l'Aràbia Saudita a la depressió del uadi Sirhan. Cada poble té uns pocs milers d'habitants destacant Ithra, al-Karkar, Manwa, Ghatti, Kaf i al-Nabk, aquesta considerada la capital. Al segle passat depenia de l'emir Banu Rashid de l'Emirat d'Hail) i fins al final de l'emirat la van disputar els Banu Xammar i els ruwala. la seva economia estava basada en les caravanes de pelegrins i unes mines de sal. Hi ha la zona algunes ruïnes i ceràmica preislàmiques i inscripcions probablement nabatees.